# Biłohirja (przystanek kolejowy)
Biłohirja (ukr. Білогір'я) – przystanek kolejowy w miejscowości Biłohirja, w rejonie szepetowskim, w obwodzie chmielnickim, na Ukrainie. Położony jest na linii Szepetówka – Tarnopol.